# 中臣宮地烏摩侶
中臣宮地 烏摩侶（なかとみのみやどころ の おまろ、生没年不詳）は、飛鳥時代の豪族。名は烏摩呂とも記される。姓は連。冠位は不明。

## 出自
中臣宮地（宮処）氏は中臣氏の一族とされる天神系氏族。宮地（宮処）の呼称は、和泉国にあった宮処の地名に由来し、具体的には珍努宮の所在地（現在の大阪府泉佐野市上之郷中村）とされている。また、讃岐国山田郡宮所郷を発祥とする説もある。
『新撰姓氏録』には、宮処朝臣（大中臣朝臣同祖、天児屋命之後也）、中臣宮処連（大中臣同祖）があり、同族である可能性が高い。氏人に天平元年（729年）に長屋王の謀叛を密告し、のち斬殺された中臣宮処東人がいる。

## 経歴
推古天皇16年（608年）日本に渡来した隋使の裴世清が難波津に停泊した際に、大河内糠手・船王平とともに朝廷から派遣されて掌客（まろうとのつかさ＝接待役）を務めた。
推古天皇20年（612年）天皇の母親である堅塩媛を欽明天皇の陵に改葬した際に、第三番目に大臣・蘇我馬子のかわりに誄を述べ、第四番目を述べた境部摩理勢とともに賞讃されている。